# Hệ số Elo bóng đá thế giới
Hệ số Elo bóng đá thế giới (Elo được phát âm E-L-O dù không phải là thuyết ban đầu) là hệ thống xếp hạng cho các đội tuyển quốc gia nam trong môn bóng đá. Phương pháp dùng để xếp hạng dựa trên công thức Hệ số Elo nhưng được sửa đổi để đem vào công thức tính nhiều đặc điểm đặc trưng của bóng đá. Elo không nên bị nhầm lẫn với bảng xếp hạng bóng đá nam FIFA thông dụng hơn vì đây là hệ thống do Liên đoàn bóng đá thế giới sử dụng để xếp hạng cho các đội tuyển nam.
Việc xếp hạng đem vào tất cả các trận đấu quốc tế cấp độ "A" mà có kết quả. Có 30 trận của đội trước đối thủ được tính. Các đội có dưới 30 trận sẽ được xếp hạng tạm thời.
Bảng xếp hạng bóng đá nữ FIFA dùng bản đơn giản hoá của công thức Elo. Tuy nhiên, cũng có dùng công thức không Elo.

## Bảng xếp hạng hiện tại
| 20 đội dẫn đầu tính đến 30 tháng 11 năm 2022                              |            |             |      |
| Hạng                                                                      | Thay đổi   | Đội tuyển   | Điểm |
| 1                                                                         | Giữ nguyên | Brasil      | 2195 |
| 2                                                                         | 1          | Argentina   | 2118 |
| 3                                                                         | 2          | Tây Ban Nha | 2056 |
| 4                                                                         | 8          | Hà Lan      | 2047 |
| 5                                                                         | 3          | Bồ Đào Nha  | 2044 |
| 6                                                                         | 4          | Pháp        | 1993 |
| 7                                                                         | Giữ nguyên | Ý           | 1974 |
| 8                                                                         | 2          | Anh         | 1969 |
| 9                                                                         | 5          | Bỉ          | 1948 |
| 10                                                                        | 4          | Croatia     | 1945 |
| 11                                                                        | 2          | Đức         | 1931 |
| 12                                                                        | 1          | Colombia    | 1919 |
| 13                                                                        | 2          | Thụy Sĩ     | 1901 |
| 14                                                                        | 3          | Uruguay     | 1890 |
| 15                                                                        | 5          | Đan Mạch    | 1883 |
| 16                                                                        | 2          | Serbia      | 1862 |
| 17                                                                        | 24         | Maroc       | 1851 |
| 17                                                                        | 5          | Perú        | 1851 |
| 19                                                                        | 3          | Ecuador     | 1842 |
| 20                                                                        | 6          | Hoa Kỳ      | 1840 |
| *Thay đổi so với một năm trước                                            |            |             |      |
| Bảng xếp hạng đầy đủ tại Complete rankings at https://www.eloratings.net/ |            |             |      |

## Top 10 từ 1970
Sau đây là danh sách các đội tuyển có điểm Elo trung bình cao nhất từ 1/1/1970 đến 1/4/1970. Xem thêm các đội mạnh nhất theo hệ số Elo để thêm nhiều thông tin hơn.
| Xếp hạng | Quốc gia     | Điểm Elo trung bình |
| -------- | ------------ | ------------------- |
| 1        | Brasil       | 2013.0              |
| 2        | Đức          | 1980.7              |
| 3        | Hà Lan       | 1927.5              |
| 4        | Anh          | 1921.9              |
| 5        | Ý            | 1921.3              |
| 6        | Tây Ban Nha  | 1911.8              |
| 7        | Argentina    | 1907.3              |
| 8        | Pháp         | 1882.9              |
| 9        | Nga          | 1849.7              |
| 10       | Cộng hòa Séc | 1829.6              |
| 11       | Bồ Đào Nha   | 1819.9              |
| 12       | Serbia       | 1814.0              |
| 13       | Thụy Điển    | 1798.3              |
| 14       | România      | 1779.9              |
| 15       | México       | 1777.9              |
| 16       | Uruguay      | 1775.8              |
| 17       | Ba Lan       | 1769.8              |

| Xếp hạng | Quốc gia         | Điểm Elo trung bình |
| -------- | ---------------- | ------------------- |
| 18       | Bỉ               | 1765.3              |
| 19       | Đan Mạch         | 1756.5              |
| 20       | Scotland         | 1737.4              |
| 21       | Paraguay         | 1725.5              |
| 22       | Chile            | 1724.5              |
| 23       | Cộng hòa Ireland | 1720.4              |
| 24       | Bulgaria         | 1704.1              |
| 25       | Úc               | 1700.9              |
| 26       | Colombia         | 1692.7              |
| 27       | Thụy Sĩ          | 1689.9              |
| 28       | Áo               | 1689.1              |
| 29       | Hungary          | 1683.9              |
| 30       | Iran             | 1676.7              |
| 31       | Hàn Quốc         | 1667.0              |
| 32       | Hy Lạp           | 1657.0              |
| 33       | Nigeria          | 1655.0              |
| 34       | Ai Cập           | 1654.5              |

| Xếp hạng | Quốc gia    | Điểm Elo trung bình |
| -------- | ----------- | ------------------- |
| 35       | Wales       | 1652.6              |
| 36       | Perú        | 1646.9              |
| 37       | Israel      | 1643.5              |
| 38       | Maroc       | 1641.7              |
| 39       | Bờ Biển Ngà | 1641.5              |
| 40       | Cameroon    | 1637.1              |
| 41       | Thổ Nhĩ Kỳ  | 1636.6              |
| 42       | Na Uy       | 1636.2              |
| 43       | Ghana       | 1614.8              |
| 44       | Hoa Kỳ      | 1611.2              |
| 45       | Bắc Ireland | 1603.5              |
| 45       | Costa Rica  | 1603.5              |
| 47       | Tunisia     | 1602.0              |
| 48       | Nhật Bản    | 1596.0              |
| 49       | Iraq        | 1593.7              |
| 50       | Ecuador     | 1590.0              |
| 51       | Algérie     | 1573.3              |

## Danh sách các đội dẫn đầu
Sau đây là danh sách các quốc gia đạt được vị trí số một trên bảng xếp hạng trong vòng 6 năm trở lại:
| Ngày bắt đầu         | Quốc gia     | Số ngày |
| -------------------- | ------------ | ------- |
| 25 tháng 6 năm 1988  | Hà Lan       | 717     |
| 12 tháng 6 năm 1990  | Tây Đức      | 7       |
| 19 tháng 6 năm 1990  | Brasil       | 5       |
| 24 tháng 6 năm 1990  | Tây Đức      | 725     |
| 18 tháng 6 năm 1992  | Hà Lan       | 3       |
| 21 tháng 6 năm 1992  | Đức          | 5       |
| 26 tháng 6 năm 1992  | Hà Lan       | 75      |
| 9 tháng 9 năm 1992   | Brasil       | 37      |
| 16 tháng 10 năm 1992 | Argentina    | 247     |
| 20 tháng 6 năm 1993  | Đức          | 49      |
| 8 tháng 8 năm 1993   | Argentina    | 7       |
| 15 tháng 8 năm 1993  | Đức          | 313     |
| 24 tháng 6 năm 1994  | Brasil       | 3       |
| 27 tháng 6 năm 1994  | Đức          | 12      |
| 9 tháng 7 năm 1994   | Brasil       | 708     |
| 16 tháng 6 năm 1996  | Đức          | 3       |
| 19 tháng 6 năm 1996  | Brasil       | 4       |
| 23 tháng 6 năm 1996  | Đức          | 311     |
| 30 tháng 4 năm 1997  | Brasil       | 30      |
| 30 tháng 5 năm 1997  | Đức          | 11      |
| 10 tháng 6 năm 1997  | Brasil       | 380     |
| 25 tháng 6 năm 1998  | Brasil / Đức | 2       |
| 27 tháng 6 năm 1998  | Brasil       | 15      |

| Ngày bắt đầu         | Quốc gia     | Số ngày |
| -------------------- | ------------ | ------- |
| 12 tháng 7 năm 1998  | Pháp         | 328     |
| 5 tháng 6 năm 1999   | Brasil       | 389     |
| 28 tháng 6 năm 2000  | Pháp         | 708     |
| 6 tháng 6 năm 2002   | Argentina    | 1       |
| 7 tháng 6 năm 2002   | Pháp         | 4       |
| 11 tháng 6 năm 2002  | Hà Lan       | 1       |
| 12 tháng 6 năm 2002  | Tây Ban Nha  | 4       |
| 16 tháng 6 năm 2002  | Hà Lan       | 5       |
| 21 tháng 6 năm 2002  | Brasil       | 351     |
| 7 tháng 6 năm 2003   | Hà Lan       | 4       |
| 11 tháng 6 năm 2003  | Brasil       | 8       |
| 19 tháng 6 năm 2003  | Hà Lan       | 83      |
| 10 tháng 9 năm 2003  | Pháp         | 291     |
| 27 tháng 6 năm 2004  | Cộng hòa Séc | 4       |
| 1 tháng 7 năm 2004   | Pháp         | 10      |
| 11 tháng 7 năm 2004  | Brasil       | 3       |
| 14 tháng 7 năm 2004  | Pháp         | 35      |
| 18 tháng 8 năm 2004  | Argentina    | 290     |
| 4 tháng 6 năm 2005   | Cộng hòa Séc | 4       |
| 8 tháng 6 năm 2005   | Argentina    | 21      |
| 29 tháng 6 năm 2005  | Brasil       | 102     |
| 9 tháng 10 năm 2005  | Hà Lan       | 3       |
| 12 tháng 10 năm 2005 | Brasil       | 265     |

| Ngày bắt đầu         | Quốc gia             | Số ngày |
| -------------------- | -------------------- | ------- |
| 4 tháng 7 năm 2006   | Ý                    | 43      |
| 16 tháng 8 năm 2006  | Pháp                 | 52      |
| 7 tháng 10 năm 2006  | Brasil               | 122     |
| 6 tháng 2 năm 2007   | Pháp                 | 1       |
| 7 tháng 2 năm 2007   | Brasil               | 140     |
| 27 tháng 6 năm 2007  | Pháp                 | 14      |
| 11 tháng 7 năm 2007  | Argentina            | 4       |
| 15 tháng 7 năm 2007  | Brasil               | 334     |
| 13 tháng 6 năm 2008  | Brasil / Hà Lan      | 2       |
| 15 tháng 6 năm 2008  | Hà Lan               | 6       |
| 21 tháng 6 năm 2008  | Tây Ban Nha          | 368     |
| 24 tháng 6 năm 2009  | Brasil               | 373     |
| 2 tháng 7 năm 2010   | Hà Lan               | 1       |
| 3 tháng 7 năm 2010   | Hà Lan / Tây Ban Nha | 3       |
| 6 tháng 7 năm 2010   | Hà Lan               | 1       |
| 7 tháng 7 năm 2010   | Tây Ban Nha          | 1089    |
| 30 tháng 6 năm 2013  | Brasil               | 45      |
| 14 tháng 8 năm 2013  | Tây Ban Nha          | 59      |
| 12 tháng 10 năm 2013 | Brasil               | 260     |
| 29 tháng 6 năm 2014  | Hà Lan               | 5       |
| 4 tháng 7 năm 2014   | Brasil               | 4       |
| 8 tháng 7 năm 2014   | Đức                  | 3911    |

## Bảng xếp hạng tính theo số ngày dẫn đầu từ 1/1/1990
| Quốc gia     | Số ngày | Ngày dẫn đầu cuối cùng |
| ------------ | ------- | ---------------------- |
| Brasil       | 3,582   | 8 tháng 7 năm 2014     |
| Đức          | 1,951   | Hiện tại               |
| Tây Ban Nha  | 1,523   | 12 tháng 10 năm 2013   |
| Pháp         | 1,443   | 10 tháng 7 năm 2007    |
| Argentina    | 570     | 14 tháng 7 năm 2007    |
| Hà Lan       | 354     | 4 tháng 7 năm 2014     |
| Ý            | 43      | 15 tháng 8 năm 2006    |
| Cộng hòa Séc | 8       | 7 tháng 6 năm 2005     |

## Điểm số cao nhất mọi thời đại
Sau đây là danh sách các đội tuyển được xếp hạng theo điểm số Elo cao nhất từng đạt được.
| Xếp hạng | Quốc gia     | Điểm | Ngày                         |
| 1        | Đức          | 2200 | 13/7/2014                    |
| 2        | Hungary      | 2166 | 30/6/1954                    |
| 3        | Brasil       | 2153 | 17/6/1962                    |
| 4        | Tây Ban Nha  | 2143 | 23/6/2013                    |
| 5        | Hà Lan       | 2133 | 12/7/2014                    |
| 6        | Argentina    | 2117 | 3/4/1957                     |
| 7        | Pháp         | 2106 | 15/8/2001                    |
| 8        | Ý            | 2079 | 20/7/1939                    |
| 9        | Ba Lan       | 2047 | 1/9/1974                     |
| 10       | Anh          | 2042 | 22/10/1966                   |
| 11       | Uruguay      | 2035 | 13/6/1928                    |
| 12       | Nga          | 2023 | 9/10/1983 (dưới tên Liên Xô) |
| 13       | Colombia     | 2016 | 28/6/2014                    |
| 14       | Cộng hòa Séc | 1999 | 27/6/2004                    |
| 15       | Áo           | 1998 | 31/5/1934                    |
| 16       | Chile        | 1996 | 13/10/2015                   |
| 17       | Bồ Đào Nha   | 1983 | 28/2/2001                    |
| 18       | Croatia      | 1968 | 11/7/1998                    |
| 19       | Đan Mạch     | 1961 | 13/6/1986                    |
| 19       | Serbia       | 1961 | 25/6/1998 (dưới tên Nam Tư)  |
| 21       | Scotland     | 1953 | 10/3/1888                    |
| 22       | Đông Đức     | 1951 | 22/6/1974                    |
| 23       | Thụy Điển    | 1950 | 25/6/1950                    |
| 24       | México       | 1936 | 19/6/2005                    |
| 25       | Paraguay     | 1932 | 21/2/1954                    |

| Xếp hạng | Quốc gia         | Điểm | Ngày       |
| 26       | Bỉ               | 1916 | 9/9/1981   |
| 27       | Na Uy            | 1914 | 13/6/2000  |
| 28       | România          | 1910 | 9/6/1990   |
| 29       | Hy Lạp           | 1896 | 18/8/2004  |
| 30       | Ecuador          | 1894 | 17/11/2015 |
| 31       | Cộng hòa Ireland | 1889 | 21/8/2002  |
| 32       | Bờ Biển Ngà      | 1881 | 26/1/2013  |
| 33       | Thụy Sĩ          | 1876 | 22/6/1994  |
| 34       | Úc               | 1873 | 14/12/1997 |
| 35       | Hoa Kỳ           | 1872 | 8/7/2009   |
| 36       | Thổ Nhĩ Kỳ       | 1868 | 19/6/2003  |
| 37       | Nhật Bản         | 1867 | 15/8/2001  |
| 38       | Wales            | 1859 | 20/5/1981  |
| 39       | Bulgaria         | 1856 | 15/6/1969  |
| 39       | Perú             | 1856 | 11/6/1978  |
| 41       | Cameroon         | 1849 | 26/6/2003  |
| 42       | Costa Rica       | 1845 | 13/11/2014 |
| 43       | Ai Cập           | 1835 | 31/1/2010  |
| 44       | Iran             | 1824 | 8/6/2005   |
| 45       | Ukraina          | 1821 | 15/11/2013 |
| 46       | Hàn Quốc         | 1818 | 22/6/2002  |
| 47       | Nigeria          | 1816 | 5/6/2004   |
| 48       | Bắc Ireland      | 1809 | 23/4/1986  |
| 49       | Sénégal          | 1803 | 16/6/2002  |
| 50       | Ghana            | 1798 | 3/2/2008   |

## Các trận đấu có hệ số cao nhất
Đây là danh sách 10 trận có tổng hệ số Elo cao nhất (điểm số của đội bóng là trước khi trận đấu diễn ra).
| Xếp hạng | Tổng điểm | Đội 1       | Elo 1 | Đội 2       | Elo 2 | Tỉ số | Ngày ra             | Hình thức    | Địa điểm       |
| -------- | --------- | ----------- | ----- | ----------- | ----- | ----- | ------------------- | ------------ | -------------- |
| 1        | 4211      | Hà Lan      | 2100  | Tây Ban Nha | 2111  | 0: 1  | 11 tháng 7 năm 2010 | World Cup F  | Johannesburg   |
| 2        | 4161      | Tây Đức     | 1995  | Hungary     | 2166  | 3: 2  | 4 tháng 7 năm 1954  | World Cup F  | Bern           |
| 3        | 4158      | Hà Lan      | 2050  | Pháp        | 2108  | 2: 1  | 2 tháng 7 năm 2010  | World Cup QF | Port Elizabeth |
| 4        | 4150      | Brasil      | 2061  | Hà Lan      | 2089  | 0: 0  | 4 tháng 6 năm 2011  | Giao hữu     | Goiania        |
| 5        | 4148      | Tây Đức     | 2068  | Pháp        | 2080  | 0: 1  | 16 tháng 6 năm 1973 | Giao hữu     | Berlin         |
| 6        | 4129      | Tây Ban Nha | 2085  | Đức         | 2044  | 1: 0  | 7 tháng 7 năm 2010  | World Cup SF | Durban         |
| 7        | 4119      | Brasil      | 2050  | Tây Đức     | 2069  | 1: 0  | 21 tháng 3 năm 1982 | Giao hữu     | Rio de Janeiro |
| 8        | 4118      | Hungary     | 2108  | Pháp        | 2010  | 4: 2  | 27 tháng6, 1954     | World Cup QF | Bern           |
| 9        | 4116      | Hungary     | 2141  | Uruguay     | 1975  | 4: 2  | 30 tháng 6 năm 1954 | World Cup SF | Lausanne       |
| 10       | 4113      | Tây Đức     | 2079  | Hà Lan      | 2034  | 2: 1  | 7 tháng 7 năm 1974  | World Cup F  | Munich         |

## Lịch sử
Hệ thống này, được phát triển bởi nhà toán học người Mỹ gốc Hungary Tiến sĩ Arpad Elo, được dùng bởi FIDE (Fédération Internationale des Échecs - Liên đoàn cờ quốc tế) để xếp hạng người chơi cờ vua và bởi Liên đoàn cờ vây châu Âu (European Go Federation) để xếp hạng người chơi cờ vây. Năm 1997 Bob Runyan tra hệ số Elo vào bóng đá và đăng kết quả lên Internet. Ông cũng là quản trị viên của trang web Hệ số Elo bóng đá thế giới.

## Tổng quát
Hệ số Elo được đem vào môn bóng đá bằng cách thêm vào trọng số cho loại trận, một điều chỉnh cho lợi thế sân nhà, và một điều chỉnh cho số bàn thắng cách biệt trong mỗi trận đấu.
Những nhân tố thêm vào khi tính điểm số mới cho một đội bóng là:
- Điểm số cũ của đội
- Trọng số của giải đấu (hay là độ quan trọng của giải)
- Cách biệt bàn thắng trong trận
- Kết quả trận đấu
- Kết quả theo dự đoán

Độ quan trọng của từng giải đấu xếp theo thứ tự giảm dần là:
- Vòng chung kết World Cup
- Vòng chung kết các giải cấp châu lục và các giải liên lục địa
- Vòng loại World Cup và vòng loại giải cấp châu lục
- Các giải đấu khác
- Giao hữu

Một khác biệt ở đây là FIFA xếp Confederations Cup ở hạng ba còn hệ số Elo xếp nó đồng hạng hai (đặt vòng loại World Cup và vòng loại các giải châu lục riêng như FIFA thực hiện).
Việc xếp hạng tính kết quả tất cả các trận đấu quốc tế cấp độ "A". Có 30 trận của đội trước đối thủ được tính. Các đội có dưới 30 trận sẽ được xếp hạng tạm thời. Dữ liệu trận đấu chủ yếu từ trang web International Football 1872 - Present.

## Nguyên tắc tính toán cơ bản
Nguyên tắc cơ bản sau hệ số Elo là chỉ ở dạng đơn giản nhất, tương tự của một giải đấu, trái với bảng xếp hạng FIFA hoạt động hiệu quả như là một bảng xếp hạng thông thường, nhưng với các trọng lượng cho các nhân tố khác, hệ số Elo có một công thức riêng mà có cả các nhân tố kể trên. Không có sự thăng tiến khởi đầu như trong bảng xếp hạng FIFA khi các đội ngay lập tức nhận điểm cho kết quả, chỉ có một cách tính trong hệ số Elo.
Điểm số được tính bằng công thức sau:
{\displaystyle R_{n}=R_{o}+KG(W-W_{e})}
hay
{\displaystyle P=KG(W-W_{e})}
Trong đó:
|                       |                                  |
| {\displaystyle R_{n}} | = Điểm số mới                    |
| {\displaystyle R_{o}} | = Điểm số cũ                     |
| {\displaystyle K}     | = Chỉ số trọng lượng về giải đấu |
| {\displaystyle G}     | = Chỉ số về số bàn thắng         |
| {\displaystyle W}     | = Kết quả trận đấu               |
| {\displaystyle W_{e}} | = Kết quả dự đoán                |
| {\displaystyle P}     | = Điểm thay đổi                  |

## Cấp bậc trận đấu
Cấp bậc của trận đấu được hợp nhất bằng việc dùng một hằng số trọng lượng. Trọng lượng là một hằng số về "trọng lượng" hay độ quan trọng của trận đấu, bằng việc xác định trận đấu thuộc giải nào. Chúng như sau:
| Loại giải đấu hay trận                                           | Chỉ số (K) |
| ---------------------------------------------------------------- | ---------- |
| Vòng chung kết World Cup                                         | 60         |
| Vòng chung kết các giải cấp châu lục và các giải liên lục địa    | 50         |
| Vòng loại World Cup, vòng loại giải cấp châu lục và các giải lớn | 40         |
| Các giải đấu khác                                                | 30         |
| Giao hữu                                                         | 20         |

### Số bàn thắng
Số bàn thắng được đem vào bằng cách dùng chỉ số cách biệt bàn thắng. G tăng 1.5 lần nếu chiến thắng với cách biệt 1 hoặc 2 bàn, còn nếu trận đấu với cách biệt 3 bàn trở lên thì chỉ số nhận được bởi công thức bên dưới:
Nếu cách biệt 0 hoặc 1 bàn:
{\displaystyle G=1}
Nếu cách biệt 2 bàn:
{\displaystyle G={\frac {3}{2}}}
Nếu cách biệt 3 bàn trở lên:
{\displaystyle G={\frac {11+N}{8}}}
- Trong đó N là số bàn thắng

Bảng ví dụ:
| Cách biệt bàn thắng | Hệ số của K (G) cách biệt |
| ------------------- | ------------------------- |
| 0                   | 1                         |
| +1                  | 1                         |
| +2                  | 1.5                       |
| +3                  | 1.75                      |
| +4                  | 1.875                     |
| +5                  | 2                         |
| +6                  | 2.125                     |
| +7                  | 2.25                      |
| +8                  | 2.375                     |
| +9                  | 2.5                       |
| +10                 | 2.625                     |

## Kết quả trận đấu
W là kết quả của trận đấu (1 cho trận thắng, 0.5 cho trận hoà và 0 cho trận thua).

### Kết quả theo dự đoán
We là kết quả theo dự đoán (thắng với hoà đều cho 0.5) từ công thức sau:
{\displaystyle W_{e}={\frac {1}{10^{-dr/400}+1}}}
trong đó dr bằng chênh lệch xếp hạng cộng cho 100 điểm cho đội thi đấu trên sân nhà. Vậy dr của 0 cho 0.5, 120 cho 0.666 cho đội xếp hạng cao hơn và 0.334 cho đội thấp hơn và 800 cho đội xếp hạng cao hơn 0.99 còn đội thấp cho 0.01.

### Ví dụ
Những ví dụ sau cũng dùng với bảng xếp hạng bóng đá nam FIFA để công bằng trong việc so sánh. Những ví dụ thực tế sẽ giúp làm rõ cách tính điểm. Trong ví dụ này giả sử có 3 đội với sức mạnh khác nhau tham gia một giải đấu trên sân trung lập.
Trước giải 3 đội có tổng điểm như sau:
| Đội | Điểm |
| --- | ---- |
| A   | 630  |
| B   | 500  |
| C   | 480  |

Như ta thấy, đội A có vị trí xếp hạng cao nhất trong cả ba đội. Bảng sau cho biết sự phân chia điểm dựa theo ba kết quả có thể xảy ra của trận đấu giữa đội mạnh hơn A và đội yếu hơn B:

#### Ví dụ 1
Đội A gặp đội B (A mạnh hơn B)
|                       | Đội A | Đội B | Đội A  | Đội B  | Đội A | Đội B |
| Kết quả               | 3: 1  | 3: 1  | 1: 3   | 1: 3   | 2: 2  | 2: 2  |
| {\displaystyle K}     | 20    | 20    | 20     | 20     | 20    | 20    |
| {\displaystyle G}     | 1.5   | 1.5   | 1.5    | 1.5    | 1     | 1     |
| {\displaystyle W}     | 1     | 0     | 0      | 1      | 0.5   | 0.5   |
| {\displaystyle W_{e}} | 0.679 | 0.321 | 0.679  | 0.321  | 0.679 | 0.321 |
| Tổng (P)              | +9.63 | -9.63 | -20.37 | +20.37 | -3.58 | +3.58 |

#### Ví dụ 2
Đội B gặp đội C (hai đội cùng trình độ)
Khi cách biệt về trình độ giữa hai đội ít thì sẽ cách biệt nhiều về điểm. Bảng sau cho ta thấy điểm được chia như thế nào khi có cùng kết quả như trên nhưng với hai đội có thứ hạng xấp xỉ bằng nhau, B và C, thi đấu:
|                       | Đội B  | Đội C  | Đội B  | Đội C  | Đội B | Đội C |
| Kết quả               | 3: 1   | 3: 1   | 1: 3   | 1: 3   | 2: 2  | 2: 2  |
| {\displaystyle K}     | 20     | 20     | 20     | 20     | 20    | 20    |
| {\displaystyle G}     | 1.5    | 1.5    | 1.5    | 1.5    | 1     | 1     |
| {\displaystyle W}     | 1      | 0      | 0      | 1      | 0.5   | 0.5   |
| {\displaystyle W_{e}} | 0.529  | 0.471  | 0.529  | 0.471  | 0.529 | 0.471 |
| Tổng (P)              | +14.13 | -14.13 | -15.87 | +15.87 | -0.58 | +0.58 |

Ghi chú đội B bị trừ nhiều điểm hơn khi thua đội C hơn là thua đội A.